# Nikkei 225
Nikkei 225 (japonsko 日経平均株価', 日経225) je eden najpomembnejših japonskih borznih indeksov. Indeks je 7. septembra 1950 prvič objavila tokijska borza pod imenom TSE Adjusted Stock Price Average.
Od leta 1970 indeks izračunava japonski časopis The Nihon Keizai, Shimbun.
15. februarja 2021 je Nikkei 225 presegel mejo 30.000 točk, kar je največji dobiček v več kot 30 letih. Razlog za rast je program denarnih spodbud, ki ga izvaja Japonska centralna banka za ublažitev finančnih posledic pandemije COVID-19.
Ob koncu leta 2022 ima podjetje Tokyo Electron največji vpliv na indeks (TYO: 8035).

## Izračun indeksa
Indeks se izračuna z določitvijo zneska »prilagojenih cen delnic« in deljenjem tega zneska z »deliteljem«. »Prilagojena cena« delnice je njena cena, pomnožena s koeficientom prilagoditve cene. Koeficient prilagoditve cene je običajno 1 za večino delnic, vendar je nižji za delnice z relativno visokimi cenami. »Delitelj« se prilagodi, ko se delniška košarica spremeni, kot tudi med delitvijo delnic ali obratnimi delitvami delnic za preprečevanje močne spremembe indeksa zaradi teh netržnih dogodkov.
Indeks Nikkei 225 je sestavljen iz delnic podjetij. Delnice vzajemnih skladov, borzni skladi, nepremičninski skladi in prednostne delnice niso vključeni. Izberejo se najbolj trgovane delnice. Če podjetje zaradi združitve ali stečaja izpade iz indeksa, se zamenjava išče v istem tržnem sektorju.
Od januarja 2010 se indeks posodablja vsakih 15 sekund med trgovalnimi sejami.  Hkrati se seznam podjetij, vključenih v Nikkei 225, pregleda enkrat letno v oktobru.